# 天童寺
29°48′24″N 121°47′27″E / 29.80667°N 121.79083°E
天童寺是中国浙江省宁波市一座相传始创于西晋的佛寺，位于鄞州区太白山麓。天童寺为禅宗寺院，南宋时位列五山之第三，清代同治年间为禅宗四大丛林之一，同时也是日本曹洞宗祖庭:14。寺中建筑屡经兴废，现存最古老的建筑为建于明崇祯四年的佛殿。1978年修复后，寺院建筑达到30余幢，占地面积7.64万平方米:2454。1983年4月，天童寺被列为汉族地区佛教全国重点寺院，2006年成为为全国重点文物保护单位。因其对外交流史中的作用，天童寺也是中国世界文化遗产预备名单中“海上丝绸之路”项目遗产点之一。

## 历史

### 宋代以前
相传，天童寺于西晋永康元年（300年）由云游僧人義興结茅修建，最初的寺址位于太白山东谷。建寺时，天帝派遣太白金星化为童子搬柴送水，寺院因此得名。东晋隆安三年（399年），寺院毁于孙恩起义。唐开元十二年（732年），法璿在寺院旧址结茅，建起太白精舍，后世称“古天童”。至德二年（757年），宗弼将寺院至太白峰下，即天童寺今天的寺址:55,56。乾元二年（759年），唐肃宗赐名“天童玲珑寺”。咸通十年（869年），唐懿宗敕赐“天寿寺”名:14。期间的会昌年间，建镇蟒塔于少白岭:2773。

### 宋代至清代

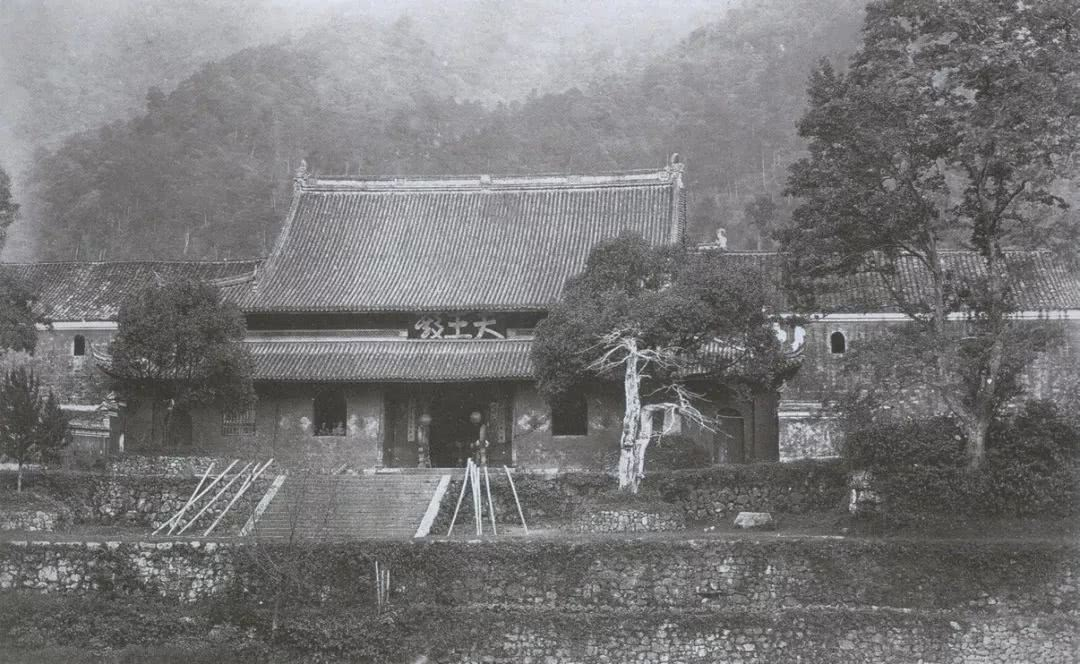
19世纪70年代拍摄的天童寺天王殿

北宋景德四年（1007年），宋真宗敕赐“天童景德禅寺”额。南宋建炎三年（1129年），曹洞宗禅师正觉任住持，推行“默照禅”，时称中兴。淳熙五年（1178年），宋孝宗因史浩奏请，赐天童寺“太白名山”四字。嘉定年间，因史弥远奏请，天童寺被列为“禅院五山十刹”之第三山。1225年，曹洞宗第十三代祖如净禅师任住持。时日本僧人道元在天童寺师从如净，回国后创立日本曹洞宗。宝祐四年（1256年），寺院毁于火，后重建:14，元至正十九年（1359年），方国珍捐资重建宝阁:2774。
明洪武十五年（1382年），明太祖朱元璋敕賜寺额“天童禅寺”，同时御封為天下禪宗五山之第二山。永乐十三年（1415年），佛陇、盘山、二灵、珠山等寺并入天童寺:2774。嘉靖至万历年间，寺院由十方住持制改为分房制，寺院逐渐衰败，寺产四散:57。万历十五年（1587年），寺院毁于山洪，建筑材料几乎无存。崇祯四年（1631年）起，由密云禅师主持寺院重建，至崇祯十三年（1640年）基本建成，形成当下的格局，此时的天童寺规模达到最盛。清顺治十七年（1660年），世祖为寺院题“敬佛”。雍正十一年（1733年），御赐“慈云密布”匾额及金字《心经》。寺院藏经阁和法堂曾分别毁于康熙和乾隆年间，后均重建。同治年间，寺院与镇江金山寺、扬州高旻寺、常州天宁寺并列为禅宗四大丛林:14。在此期间，天童寺重修了天王殿、面壁居、古山门、钟楼、法堂等建筑:2774。

### 民国以后
1912年以后，天童寺的维修仍在进行，天王殿，韦驮殿、罗汉堂、龙王堂等建筑得到修建，寺院规模得到扩大，至1950年共有僧人700余人:2774。1912年，天童寺住持敬安联合各丛林成立中国佛教总会并担任首任会长。1930年至1936年，中国佛教会会长圆瑛担任天童寺住持。抗日战争爆发后，圆瑛组织僧人救护队，收容难民并与弟子前往南洋募捐。1953年，圆瑛成为中国佛教协会首任会长，同年圆寂于天童寺。文化大革命开始后的1968年11月，天童公社“贫下中农宣传队”进驻天童寺，捣毁大部分佛像，住持宽润也受迫害而死。1969年10月，因“战备需要”，部队进驻天童寺，寺僧遭到遣散，寺内陈设用具被瓜分。1974年部队撤出，寺院改由天童林场和福利院使用，受到严重破坏。
文化大革命结束后，中国开始重新落实宗教政策。1978年11月，财政部拨款修复天童寺天王殿、佛殿、法堂等建筑:148。1980年2月21日，天童寺重新对外开放，修复工程至1980年底基本完成。1983年4月，天童寺被国务院列为汉族地区佛教全国重点寺院，同年政府将原属于寺院的收藏归还寺院:61-62。2011年，天童寺及周边为进行旅游开发进行了整修，新建千佛塔、景观门楼等建筑，但景区收取高额门票的行为遭到了广泛质疑。次年4月，景区改为免费开放。

## 环境和建筑

天童寺主要建筑平面图

### 周边环境
天童寺座落在太白山南麓的山谷中，距离宁波市区30千米。寺院北靠太白山，为鄞州区内第一高峰，东为钵盂峰，西为东峰、中峰和乳峰，为理想的寺院选址。寺院水系以天童溪为主，自寺院西侧流过，注入三溪浦水库，寺内外有隐龙潭、万工池、清水潭等蓄水设施。寺院周边植被丰富，林木茂密，有木荷、栲树等常绿阔叶林群落和南酸枣、大叶楠等落叶阔叶林群落，设有天童国家森林公园，被誉为“浙江植物基因宝库”。寺内外亦有深径回松、凤岗修竹、玲珑天凿等天童十景。入寺前的香道长达10公里，从小白河头至寺院山门，两侧种植有夹道树，沿途有镇蟒塔、铁蛇关、石馒头等古迹。王安石曾有诗云“山山桑柘绿浮空，春日莺啼谷口风；二十里松行欲尽，青山捧出梵王宫”。

### 寺院主体
天童寺现有的建筑布局奠定于明代重修时。与其他寺院不同，天童寺共有三座独立的山门，分别为伏虎亭、古山门和景倩亭，从一山门至三山门的距离为三里。寺院占地面积76400平方米，建筑面积28800平方面，共有建筑30余幢。建筑从南向北依山势逐渐抬升，中轴线上依次为外万工池、七佛塔、内万工池、照壁、天王殿、佛殿、法堂（藏经楼）、先觉堂和罗汉堂。中轴线东侧建筑有新新堂、伽蓝殿等建筑，西侧有清规堂、祖师殿等建筑。此外，寺中还有钟楼、禅堂、方丈室等建筑:96。殿堂间多以长廊相互连接，使得建筑成为一个整体，也便于遮挡风雨，这一形制在中国现存寺庙中较为罕见。
内外万工池位于寺院中轴线南端，为寺院放生池，始建于唐至德二年（757年），明崇祯年间重浚。外池面积2000平方米，内池面积3000平方米，因池水清澈又名“双镜池”:12。内外万工池间有七佛塔，最早建于宋代，明崇祯时重建，现有的塔建于1980年，中塔仿楼阁式，六角七层，其余则为覆钵式:18。内万工池以北有照壁，南侧“东南佛国”四字为戴季陶所书，北侧“万法朝宗”四字为圆瑛所书:570。照壁后有天王殿，初建于明崇祯八年（1635年），后于1932年毁于火，现有建筑为1936年重建。建筑面阔七间深六间，宽31.8米，深23.65米，高19.6米，后部凸出为韦驮殿。屋顶为重檐歇山顶，正脊正中有圆镜佛光，两端有鸱吻。匾额“天王殿”为崇祯年间住持密云书写。殿内正中佛龛前后分别为弥勒和韦驮，两侧为四大天王。佛殿为寺院的主殿，也是寺中现存最古老的殿宇，建于明崇祯八年，清康熙和咸丰年间曾进行修缮。建筑面阔七间深六间，宽36米，深27.16米，高20.5米。正脊正中为双鲤跳水，两侧为鸱吻。殿内正中供奉金身如来三尊，东西有十八罗汉像。殿前柏树为唐代所植。法堂及藏经阁建于1932年，下层为法堂，上层为藏经阁。建筑面阔九间深六间，宽36.6米，深19.72米，高17.6米，为重檐歇山顶:97,98。

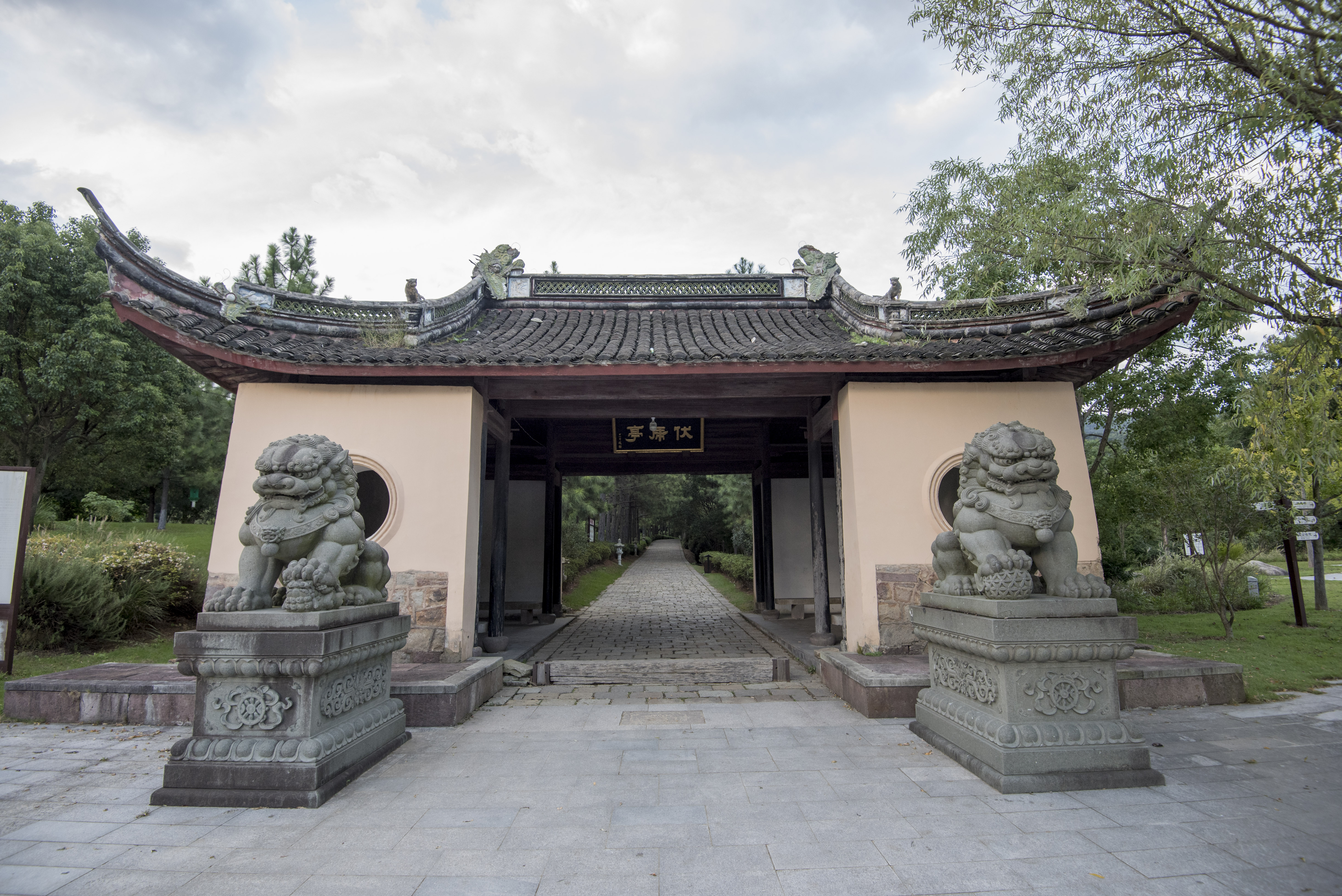
一山门“伏虎亭”
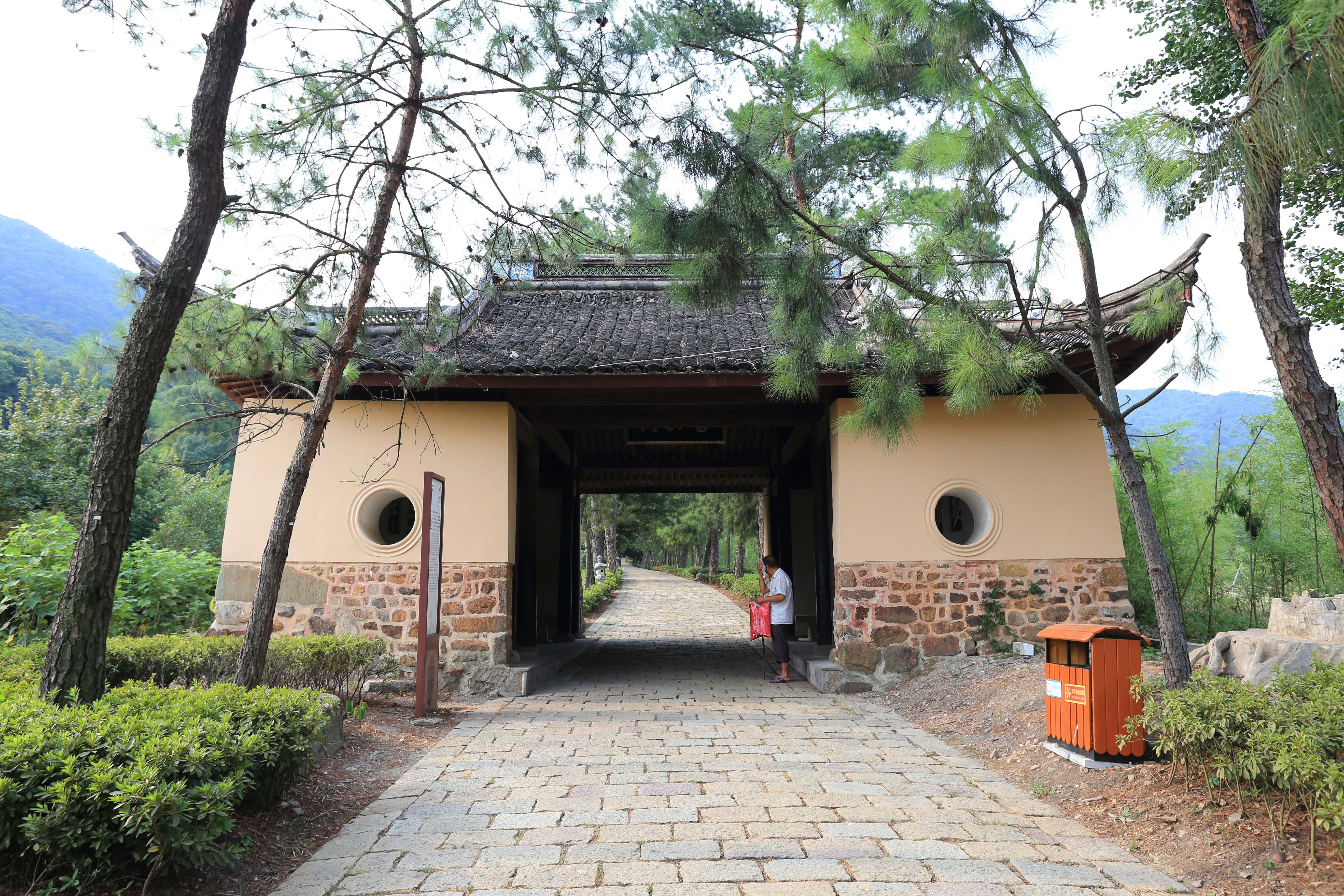
二山门“古山门”
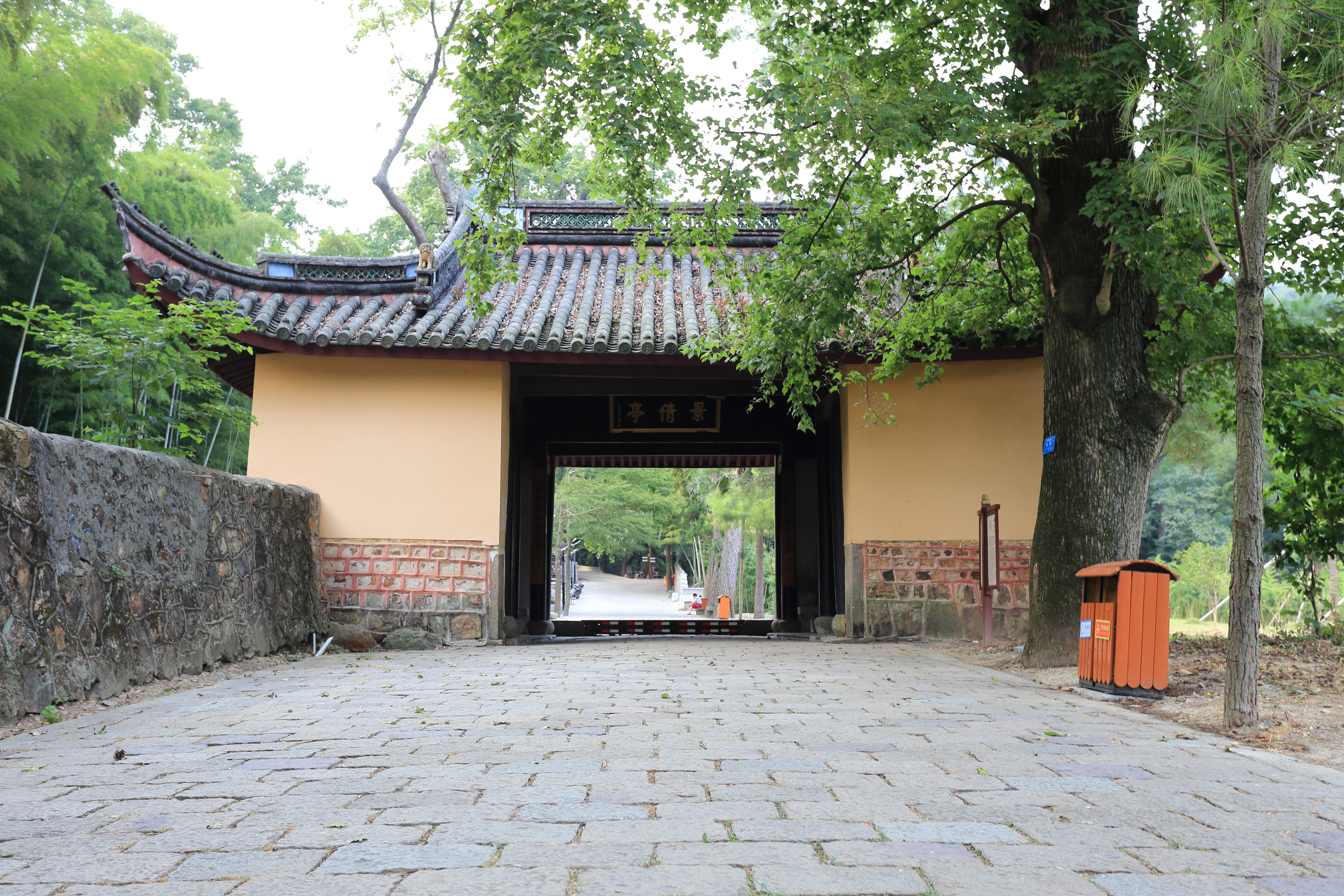
三山门“景倩亭”
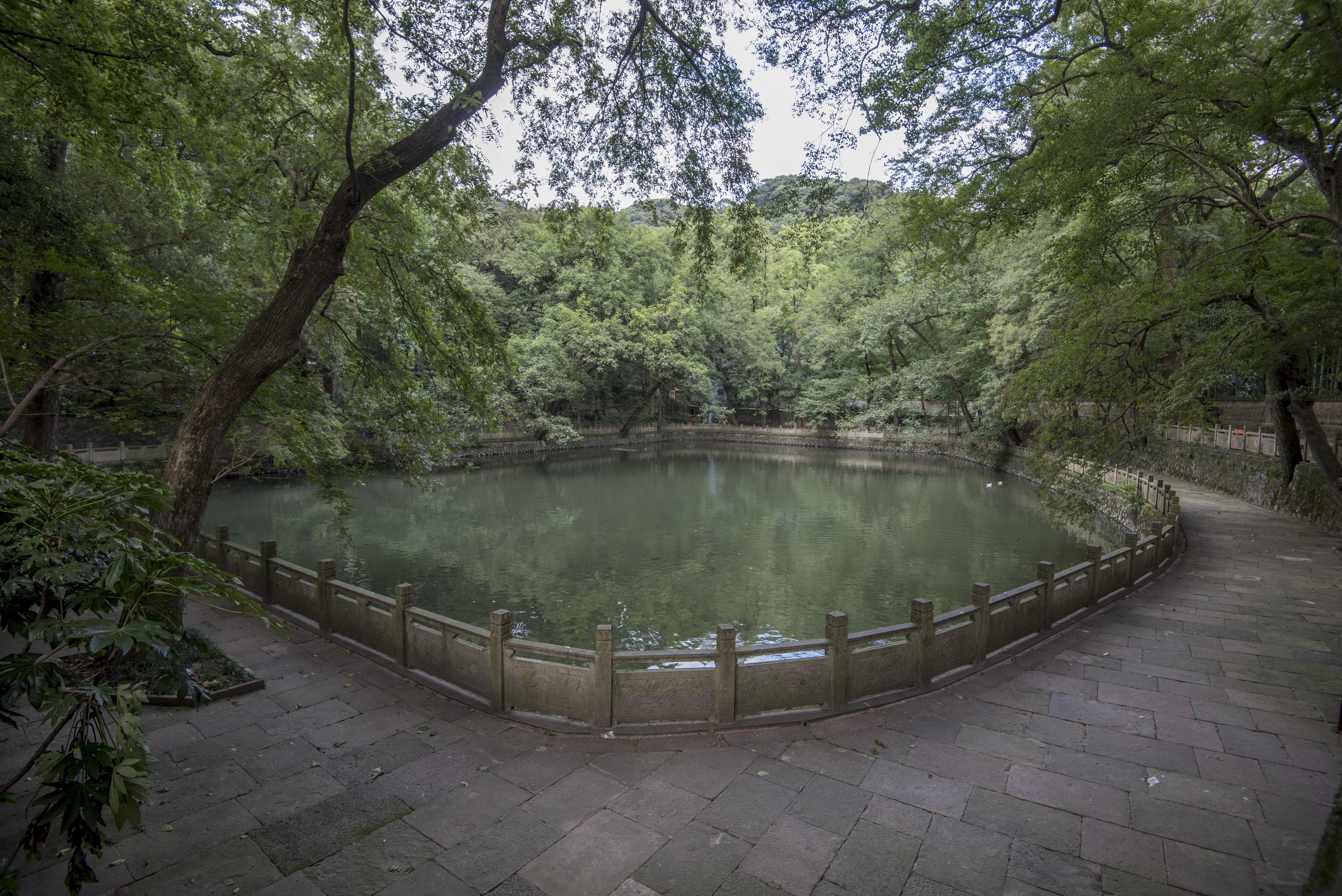
外万工池
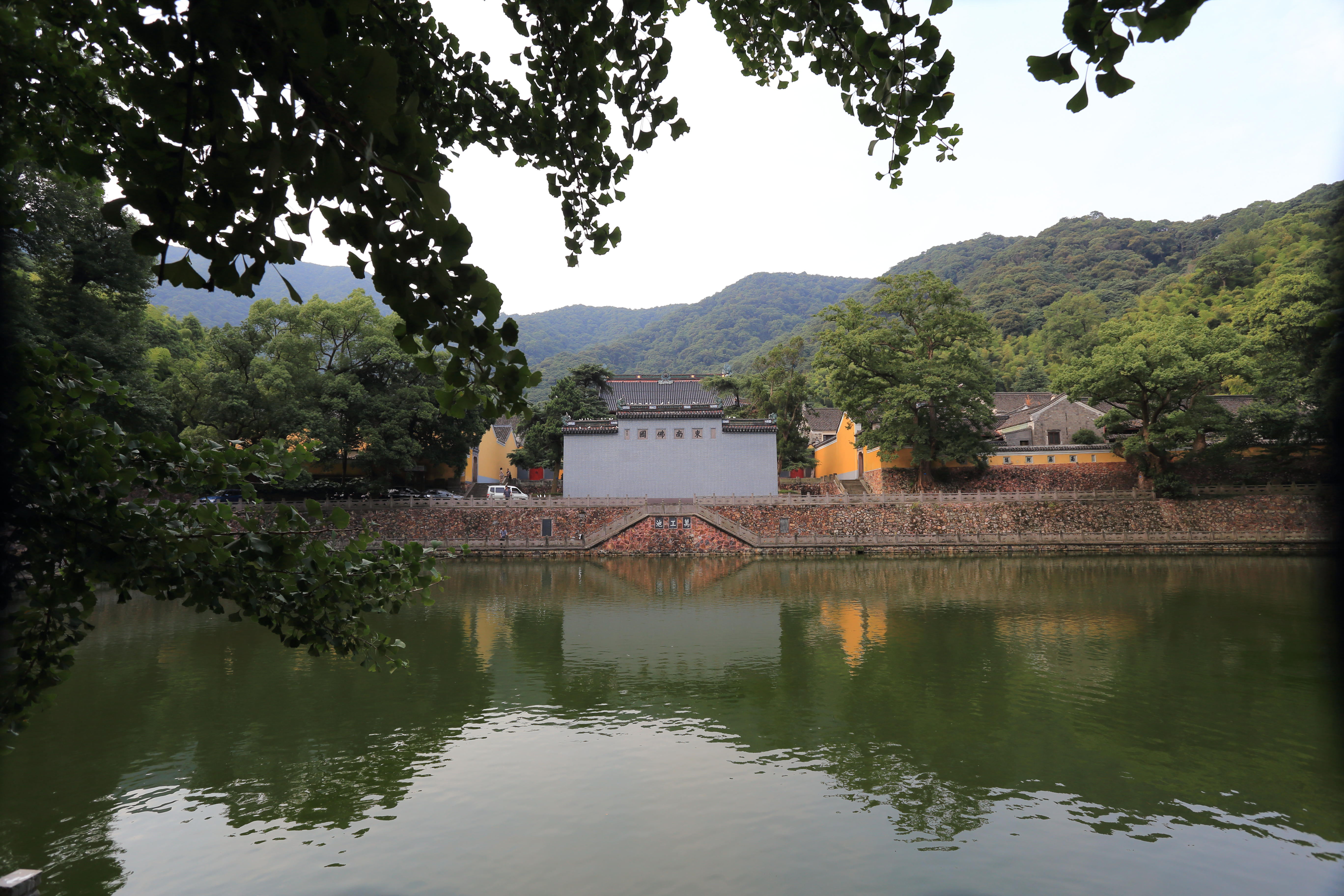
内万工池和照壁
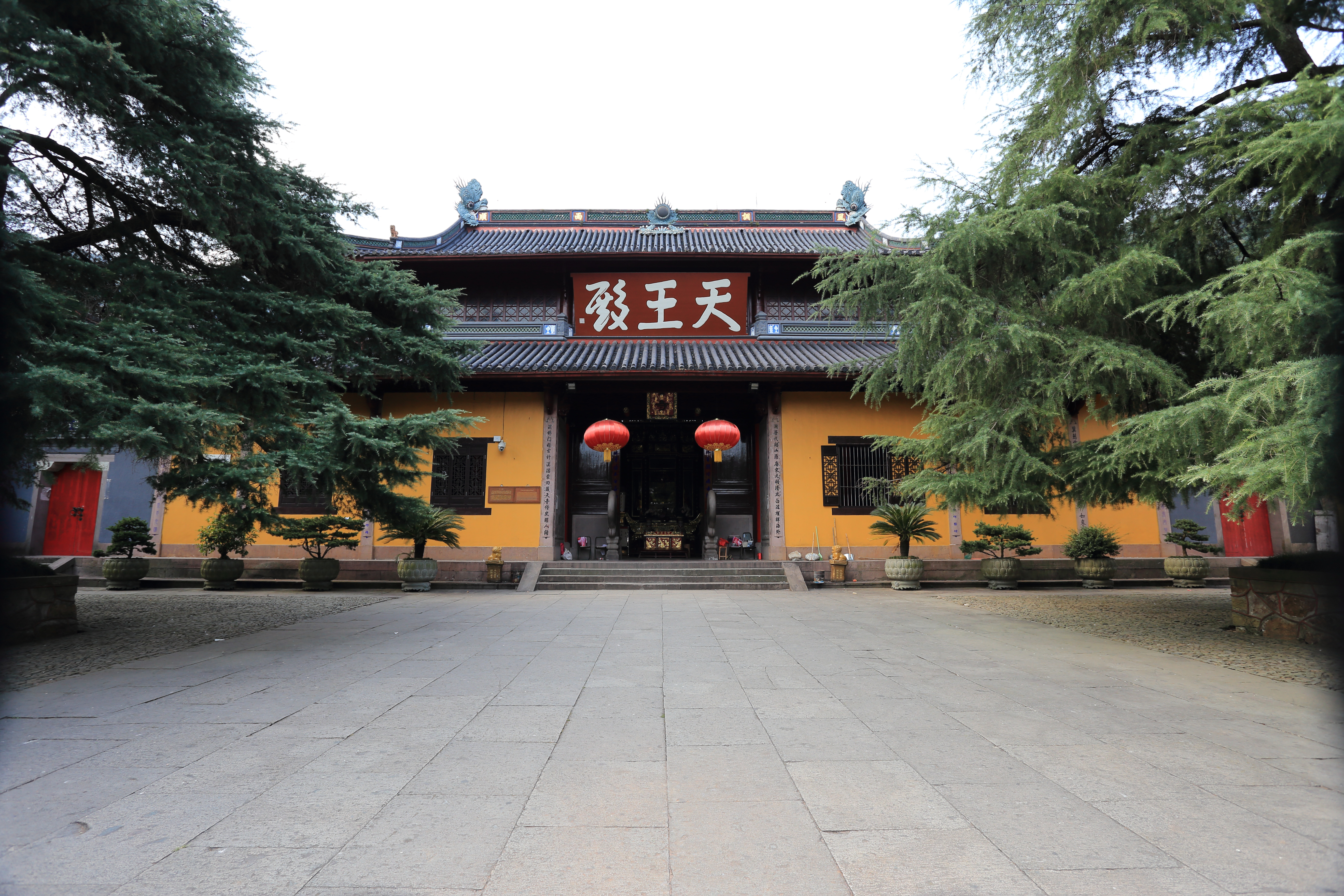
天王殿
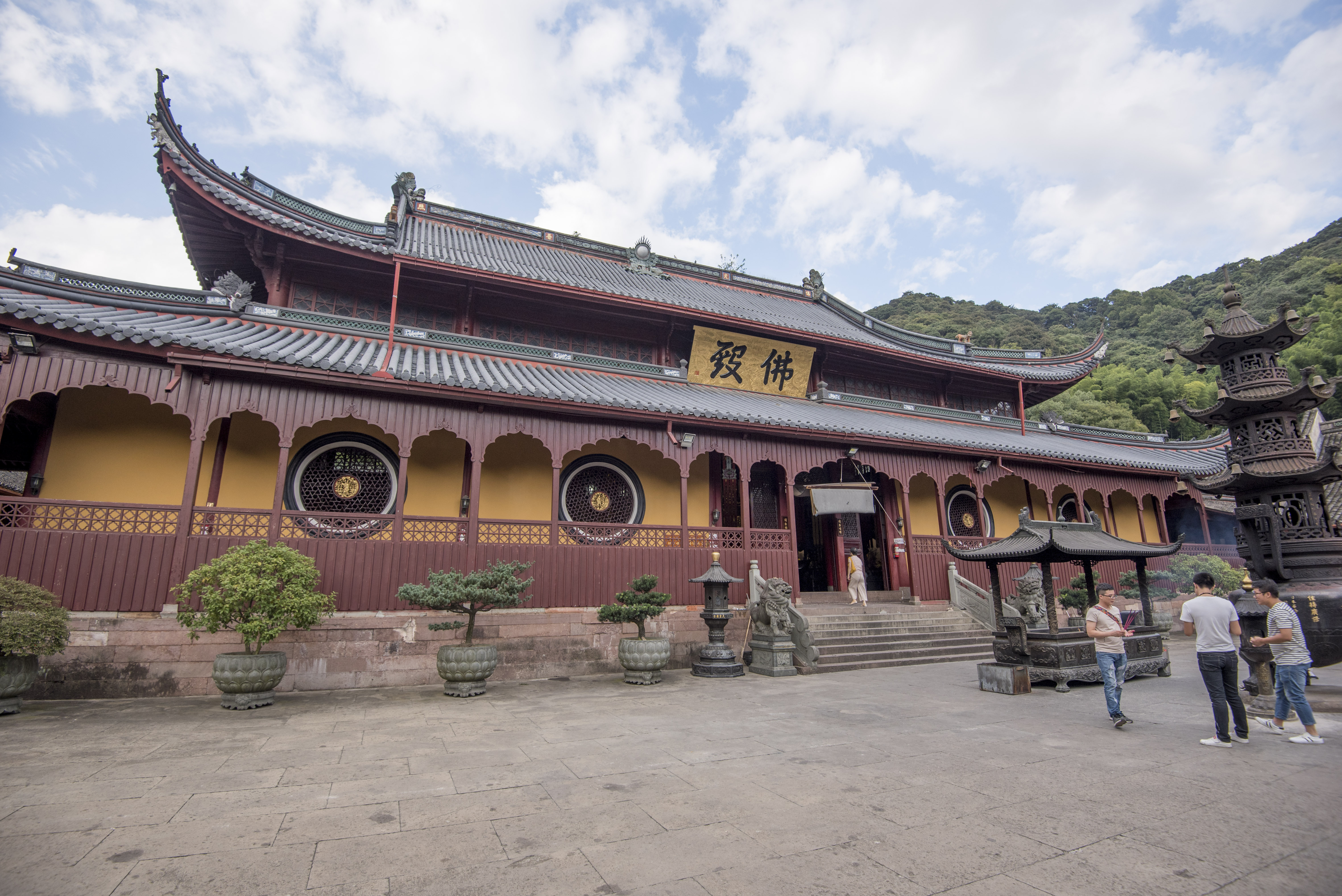
佛殿
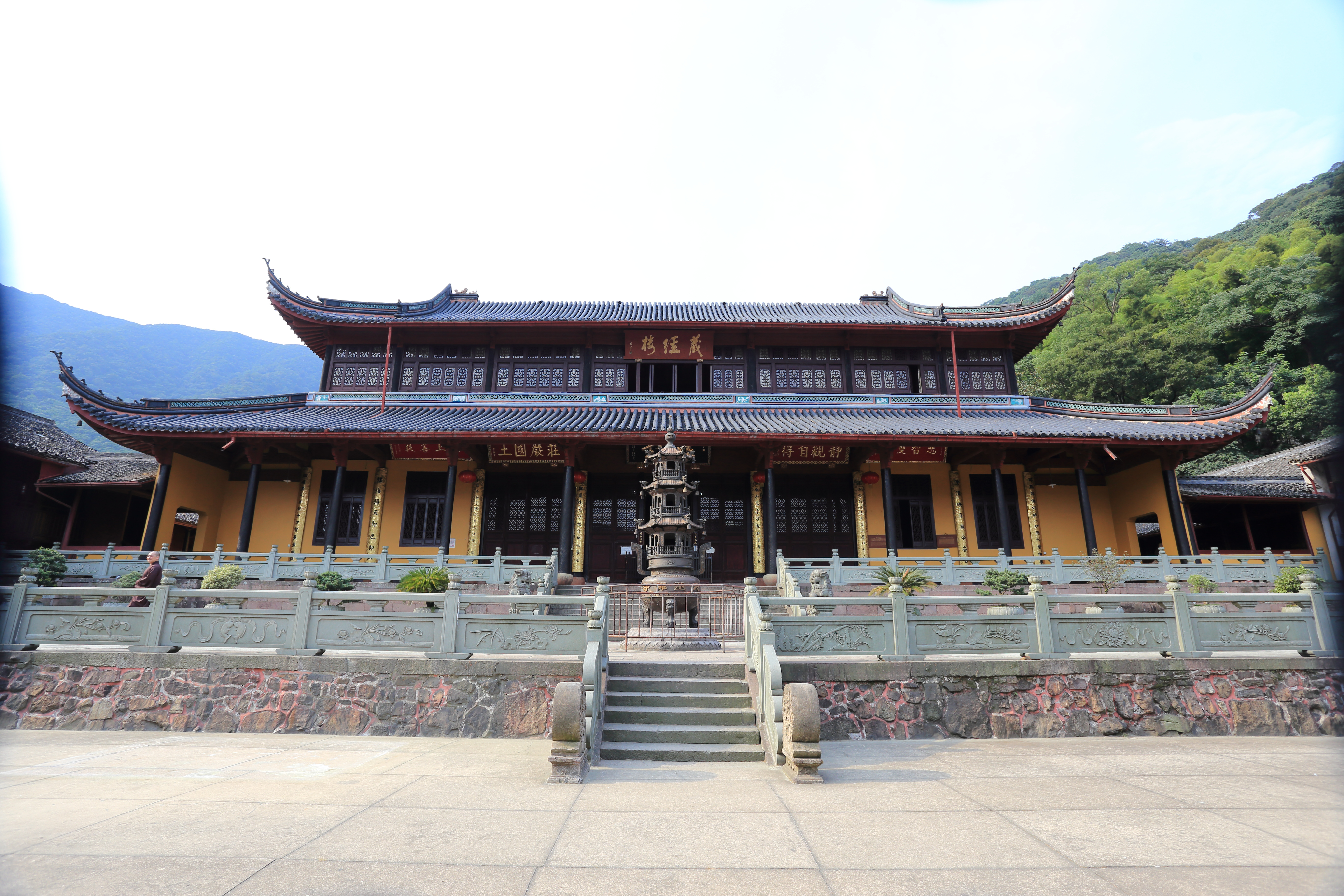
法堂（藏经楼）

### 古天童及各塔院

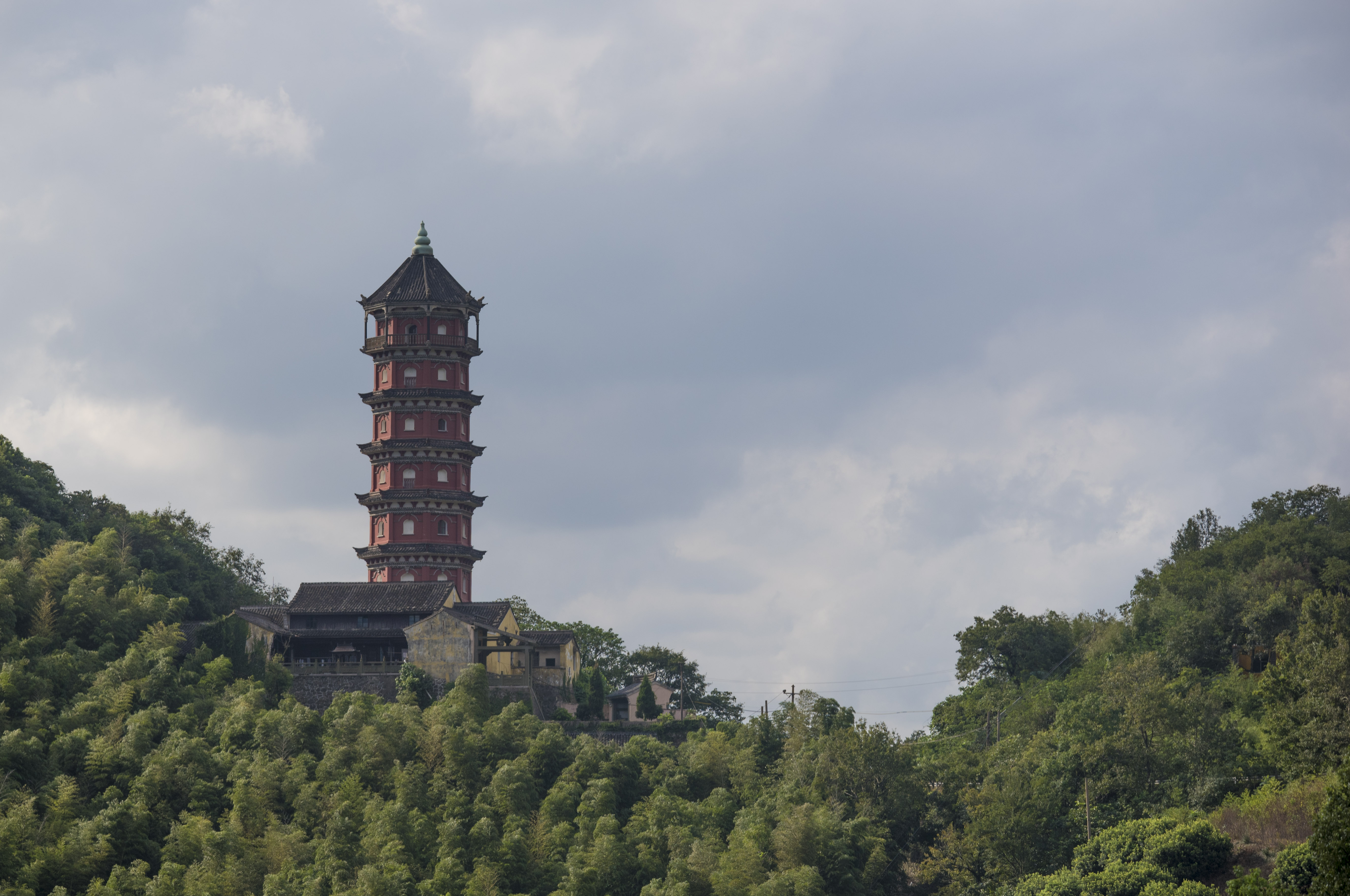
小白塔及塔院

古天童位于太白山东谷，即天童寺最初的寺址。唐开元二十年（732年）始建太白精舍，现有建筑建于1986年，为仿唐建筑，面阔五间，面积228平方米，中为佛殿，两侧为僧舍:103。院内有开山祖师、中兴祖师和重兴祖师塔，与其余数十座塔组成塔林。另有化身窑两孔，为高僧荼毗之所。中峰塔院亦位于东谷，为圆悟克勤等宋代至清代高僧墓塔所在地。冷香塔院位于青凤山青龙岗，为近代高僧敬安的归葬之地。1991年重建。圆公塔院位于寺东南一里，为高僧圆瑛的墓塔，重修于1983年。
少白塔院即镇蟒塔院，位于少白岭上，处于进入天童寺的主要道路中，初建于唐会昌年间。《天童寺志》载，当时少白岭有蟒蛇为害，住持心镜作法，以毒馒头喂食蟒蛇，后以塔镇之，因塔上有五佛故名“五佛镇蟒塔”。现有佛塔为1920年重建，为钢筋混凝土结构，共七层，高43米，内有木梯可登塔，塔顶有五佛。塔下为塔院，有院屋四间，另有小屋四间，总面积306平方米:102。
天童寺历史上曾另有多处塔院，现仅存遗址。义兴祖师塔院位于卢家岙，曾于清康熙年间重修，后毁。2018年，经过考古发掘，发现塔院和僧院遗址，面积760平方米，出土器物年代可追溯至宋代。唐岙左陇设有包括普同塔院、堆云庵等多座高僧塔院，统称唐岙左陇塔院。2019年，宁波市文物考古研究所对唐岙左陇进行考古发掘，发现12位高僧墓塔在内的大量石构件及瓷器残件。

## 收藏
天童寺内存有宋代至清代的碑刻30余方。古天童内藏有南宋状元张孝祥书写，绍兴二十九年（1159年）刻制的《宏智禅师妙光塔铭》，外设有碑亭。寺内御书亭位于奎焕楼后亭，内有顺治、康熙、雍正书写的诏书、御札等碑:2454。寺内也收藏有金属器、玉器和瓷器。其中有北魏铜观音、石雕佛像各一尊，明清铜佛、铜观音数尊，明清龙泉窑及青花瓷器若干，钟楼及镇蟒塔民国制铜钟以及崇祯年间制铜“千僧锅”。钟楼铜钟铸于1934年，重7.5吨，高2.76米，上下铸有《金刚经》，中铸《心经》、《大悲咒》及《往生咒》。千僧锅铸造于崇祯十四年（1641年），直径2.36米，重约2吨，可烹制二石粮食:559-565。寺中多块匾额为名人所书，其中雍正帝书佛殿内匾“慈云密布”，戴季陶书照壁“东南佛国”及藏经楼内匾“华藏庄严”等:570-574。藏经楼藏乾隆版大藏经660函为瑞岩寺移入:2454。

## 对外交流

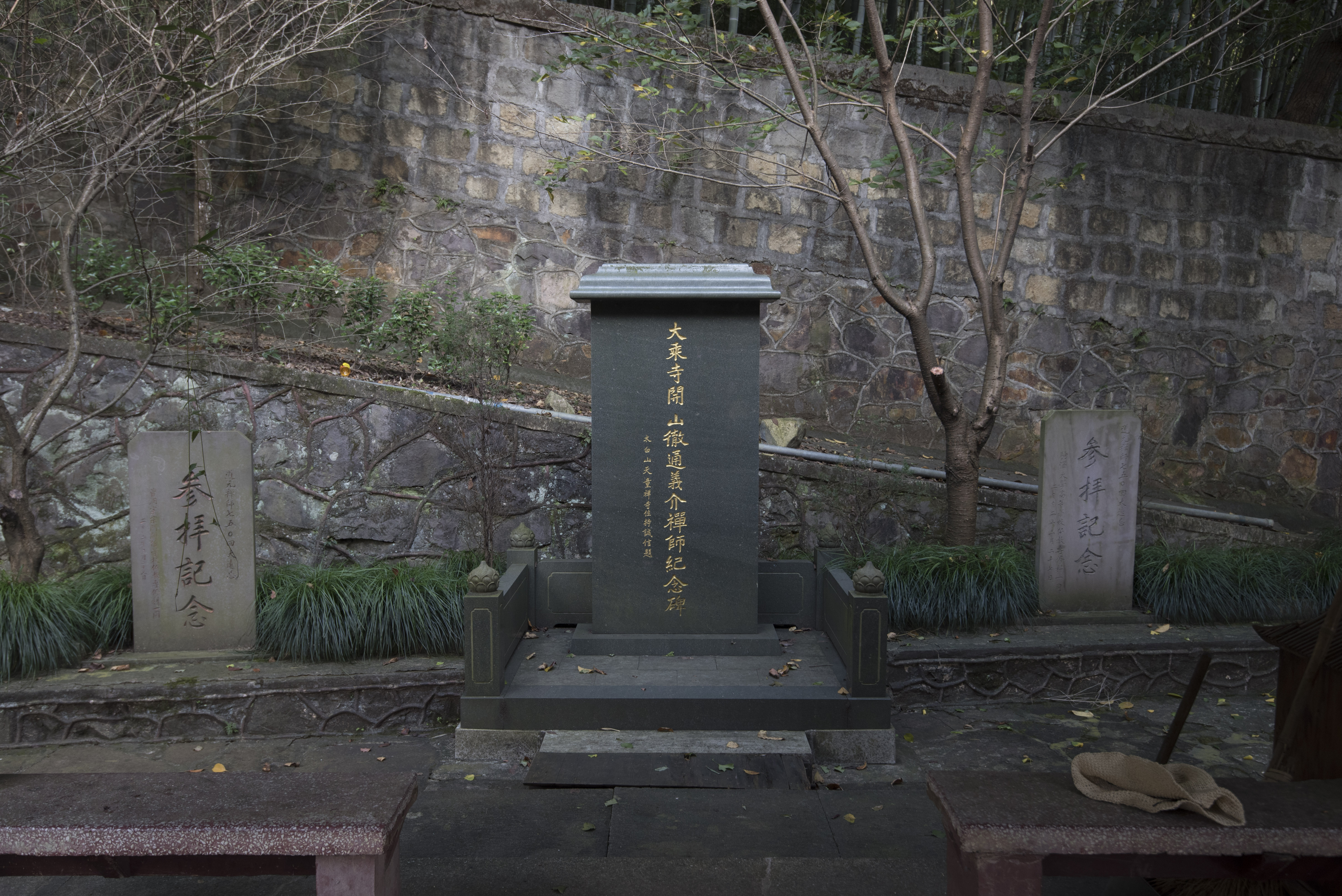
日本僧团各次参拜天童寺纪念碑

天童寺对外交流的历史记载始于南宋。淳熙十六年（1189年），在天台山随虚庵怀敞修习临济宗的日本僧人荣西随师父迁至天童寺，两年后返回日本，成为日本临济宗开山。绍熙四年（1193年），为报答师恩，荣西从日本购买巨木运至天童寺，用于建设千佛阁。荣西的弟子道元于宝庆元年（1225年）进入天童寺修习曹洞宗，宝庆三年（1227年）返回日本后，建立大佛寺（即今永平寺），规制效法天童寺，成为日本曹洞宗开山。1998年，天童寺曾建立“道元禅师入宋纪念碑”。宝庆四年（1228年），天童僧人寂圆智深赴日本弘扬曹洞宗，于大野郡建立宝庆寺，成为日本曹洞宗第二道场。淳佑六年（1246年），天童僧人蘭溪道隆至日本弘扬禅宗，圆寂后由龟山天皇赐“大觉禅师”号:60-62。明成化三年，日本僧人雪舟至天童寺求法，成为仅次于住持的“天童第一座”。雪舟曾绘制多幅宁波山水画，包括《宁波府图》、《镇海口图》等，绘画时常以“四明天童第一座”落款。清代实施海禁，天童寺与海外的交流基本中断，至1840年后逐渐恢复。圆瑛曾至印度求取舍利，也曾多次下南洋讲法，一度兼任槟榔屿极乐寺住持。1923年日本关东大地震后，天童寺僧应日本侨团邀请前往日本超度遇难华侨亡灵。中华人民共和国成立后，天童寺的海外交流再次中断，改革开放后迅速恢复。1979年日本永平寺代表团参拜天童寺，为文化大革命后首个访问宁波的海外佛教团体。此后，天童寺与美国、日本、东南亚的佛教团体频繁互访:327-329。

## 保护
1961年，天童寺被列入宁波市文物保护单位:2454。文化大革命结束后的1978年，经李先念批示，中国财政部拨专款150万元人民币，对天童寺、阿育王寺进行维修，其中天童寺维修项目包含天王殿、佛殿、法堂等31个项目，至1981年底完成。1979年，浙江省革命委员会恢复了天童寺作为“二级文化保护单位”的地位:148。1982年，天童寺成为鄞县文物保护单位，1989年成为浙江省文物保护单位:2454，2006年成为第六批全国重点文物保护单位。2011年6月，《天童寺保护规划》启动制定。寺院的保护范围包括天童寺所有建筑、古天童宋代碑刻及五佛镇蟒塔和塔院。为保护木构建筑，天童寺内自2009年起禁止燃烧蜡烛。